# Anna Nieznaj
Anna Nieznaj, pseud Cranberry (ur. 1979 w Lublinie) – polska autorka fantastyki, recenzentka magazynu Esensja. Z zawodu programistka, z wykształcenia matematyczka. Członkini grupy literackiej Harda Horda. Mężatka, matka dwójki dzieci. Mieszka w Lublinie.

## Twórczość
Debiutowała w konkursie organizowanym przez Filipinkę w 1996 roku. Publikuje opowiadania w prasie, internecie oraz antologiach. Zajmowała się wyborem i redakcją tekstów do działu literackiego Esensji; aktualnie (2021) pisuje recenzje do działu publicystycznego. Na łamach tego magazynu opublikowała także szereg opowiadań i powieść - fan fiction do franczyzy Gwiezdne wojny.
Jej pierwsza powieść w oficjalnym obiegu - Błąd warunkowania - ukazała się w 2014 r.
W 2018 roku uczestniczyła w projekcie Jutronauci Gazety Wyborczej.